# Schule (Musikpädagogik)
Eine Schule (eng.: method) ist im instrumentalpädagogischen Sinne eine Art Lehrbuch für ein bestimmtes Musikinstrument oder ein ausgewähltes Teilproblem des Instrumentalspiels.
Eine Schule enthält in der Regel Grifftabellen, beziehungsweise Fingersätze, Tabulaturen etc., Skalen sowie zahlreiche verschiedene Übungen, bisweilen auch einfache Etüden, in verschiedenen Tonarten, geordnet nach aufsteigendem Schwierigkeitsgrad (= in methodischer Progression) oder zu bestimmten Aspekten wie Geläufigkeit, Rhythmus, Dynamik, Artikulation und Ähnlichem. Hinzu kommen mitunter Vortragsstücke, auch mit Begleitstimmen.
Die klassische Instrumentalschule ist weniger zum Selbststudium denn als Lehrwerk für den Instrumentalunterricht gedacht. Eingehende Erläuterungen, etwa zu Grundlagen oder bestimmten Spieltechniken, finden sich nur in speziellen (autodidaktischen) Schulen („Selbstlernbuch“).
Einige Schulen sind in ihrem Schwierigkeitsgrad oder ihrer Aufmachung speziell auf Lerner bestimmter Fertigkeits- oder Entwicklungsstufen zugeschnitten. Eine „vollständige“ Schule, oft in mehreren Bänden, soll den Lerner dagegen bis zum fortgeschrittenen Spiel auf seinem Instrument begleiten.
Schulen bestimmter Autoren gelten bisweilen als Standardwerke (mit regionalen und kulturellen Unterschieden) und werden zuweilen von verschiedenen Verlagen und in verschiedenen (Neu-)Arrangements herausgegeben.

## Flöte
Leonardo De Lorenzo, L'Indispensabile. A complete modern school for the flute (1912)

## Gitarre
- Ursula Peter
- Leni Nelissen-Nicolai (3-bändige Gitarrenschule, 3 begleitende Liederhefte)
- Andreas Schumann
- Peter Bursch (mehrere, insbesondere autodidaktische)
- Peter Fischer

## Posaune
- Aharoni, New Method for the Modern Bass Trombone
- Jean-Baptiste Arban
- Vladislav Blazhevich (mehrere)
- Bitsch/Grenier, 14 Rhythmic Etudes for Bass Trombone
- O. Blume, Studies for Trombone, 36 Studies for F Attachment Trombone
- Edward Kleinhammer / Douglas Yeo, Mastering the trombone
- Kopprasch, Studies for Trombone
- Robert Müller, Schule für Zugposaune
- Allen Ostrander
- Marco Bordogni / Joannes Rochut, Melodious Etudes
- Alfred Stöneberg
- André Lafosse,  Vollständige Schule für Zugposaune
- Peter Gane, Circute Training

## Trompete
- Jean-Baptiste Arban
- Richard Stegmann
- Allen Vizzutti

## Tuba
- Roger Bobo, Mastering the Tuba
- Richard Stegmann, Elementarschule für Tuba